# Rocío Delgado
Rocío Delgado Parada (Vigo, Pontevedra, 16 de julio de 1985), más conocida como Rocío Delgado, es una periodista y presentadora de televisión español.

## Trayectoria profesional
Es licenciada en Periodismo con un Diploma en periodismo político por la Facultad de Comunicación de la Universidad de Navarra. Su primer contacto con la profesión fue durante la carrera con una beca de tres meses, en 2005, en el periódico local de Vigo, Atlántico Diario
En verano de 2006, también durante la etapa universitaria, se incorpora a Antena 3 Noticias en el área de Sociedad y Cultura, medio al que vuelve también como reportera de la redacción de informativos cuando se licencia en 2007. Desde 2008 a 2014 trabaja como reportera de la redacción de Telenoticias Fin de semana de Telemadrid, cubriendo para la cadena citas electorales y acontecimientos como el caso Nóos en Palma de Mallorca.
Desde septiembre de 2011 a enero de 2013 presenta el magazine cultural Escenario Madrid, dirigido por Ignacio Sacaluga, que se emite semanalmente en Telemadrid y en La Otra. Su emisión queda interrumpida con el ERE de Telemadrid en ese mismo año.  En 2012 es nominada por la cadena a los premios Mariano José de Larra de la APM como mejor periodista menor de treinta años.
En septiembre de 2014 se pone al frente de Telenoticias 2 de Telemadrid hasta abril de 2016 que se incorpora a la redacción del área de Local. En septiembre de 2017 vuelve a presentar Telenoticias 2 en la cadena, que empieza una nueva etapa con José Pablo López como director general, acompañada por Javier Gómez (hasta junio de 2019) y por Manuel Pérez (2019-2021). En diciembre de 2020 los Informativos de Telemadrid reciben un Premio Iris de la Academia de Televisión al Mejor programa autonómico. La cadena aumenta los registros de audiencia en todas sus franjas, especialmente los informativos que logran sus mejores registros de audiencia en ocho años.
En marzo de 2020 deja Telenoticias 2, para presentar hasta el mes de mayo del mismo año, el programa Madrid frente al Coronavirus, programa de servicio público que se pone en marcha cada noche en el prime time de Telemadrid durante los meses más duros de la pandemia. Entre mayo y julio de 2020 presenta el programa Juntos con José Luis Vidal, un programa de access time que se emite de lunes a viernes. En agosto de 2020 se reincorpora a Telenoticias 2 con Manuel Pérez. Y en octubre de 2020 se emite la primera temporada de Desmontando Madrid, programa de divulgación cultural e histórica que presenta en el prime time de los domingos con gran éxito de audiencia y de crítica. 
En septiembre de 2021 es cesada como presentadora del Telenoticias 2 junto con Manuel Pérez, tras una reestructuración de la cadena. Ella misma lo confirma a través de su cuenta de Twitter. En octubre de 2021 se emite la segunda temporada de Desmontando Madrid también los domingos en prime time. El programa cosecha de nuevo un gran éxito de audiencia y críticas y se despide con un 7,3% de cuota de pantalla. 
En agosto de 2023 anuncia su marcha de Telemadrid y su incorporación al programa 'Mañaneros', de Televisión Española. Actualmente presenta el Magazine 'Xuntos en directo' (programa que se emite los sábados y los domingos a las 15:45) en la Televisión de Galicia. En noviembre de 2023 estrena Curiosity en la 2, programa de divulgación científica que presenta junto a Marc Santandreu.

## Premios
- Primer puesto provincial y segunda clasificada nacional de los "Premios de Redacción de Coca Cola" (1999).
- Nominada por Telemadrid al premio Mariano José de Larra como mejor periodista menor de 30 años (2012).
- Premio Iris de la Academia de Televisión al mejor programa autonómico por los Informativos de Telemadrid (premio colectivo) (2020).
- Premio del Círculo Intercultural Hispano Árabe por la "aportación a la cultura" del episodio 'Madrid andalusí' emitido en la 1.ª temporada de Desmontando Madrid (2022).